# Ligne Keihan Uji
La ligne Keihan Uji (京阪宇治線, Keihan Uji-sen) est une ligne ferroviaire du réseau Keihan dans la préfecture de Kyoto au Japon. Elle relie la gare de Chūshojima à Kyoto à la gare d'Uji à Uji. La ligne est une branche de la ligne principale Keihan.

## Histoire
La ligne est inaugurée le 1er juin 1913.

## Caractéristiques

### Ligne
- Écartement : 1 435 mm
- Alimentation : 1 500 V par caténaire
- Vitesse maximale : 80 km/h

### Services
La ligne est uniquement parcourue par des trains omnibus.

### Liste des gares
| Numéro | Gare                 | Nom japonais | Distance depuis Chūshojima (km) | Correspondances                       | Localisation      |
| ------ | -------------------- | ------------ | ------------------------------- | ------------------------------------- | ----------------- |
| KH28   | Chūshojima           | 中書島       | 0                               | Keihan : Keihan                       | Fushimi-ku, Kyoto |
| KH71   | Kangetsukyō          | 観月橋       | 0,7                             |                                       | Fushimi-ku, Kyoto |
| KH72   | Momoyama-minamiguchi | 桃山南口     | 2,3                             |                                       | Fushimi-ku, Kyoto |
| KH73   | Rokujizō             | 六地蔵       | 3,1                             | JR West : Nara Métro de Kyoto : Tōzai | Fushimi-ku, Kyoto |
| KH74   | Kowata               | 木幡         | 3,9                             |                                       | Uji               |
| KH75   | Ōbaku                | 黄檗         | 5,3                             | JR West : Nara                        | Uji               |
| KH76   | Mimurodo             | 三室戸       | 7,2                             |                                       | Uji               |
| KH77   | Uji                  | 宇治         | 7,6                             |                                       | Uji               |